# Día de la Afirmación de los Derechos Argentinos sobre las Malvinas
El Día de la Afirmación de los Derechos Argentinos sobre las Malvinas, Islas y Sector Antártico (también denominado Día de la Afirmación de los Derechos Argentinos sobre las Islas Malvinas, Georgias del Sur y Sandwich del Sur, y los espacios marítimos circundantes) es conmemorado anualmente cada 10 de junio en Argentina.
Ese mismo día pero de 1829, Luis Vernet (empresario alemán emigrado a la Argentina) fue nombrado como Primer Comandante Político Militar de las Malvinas en Puerto Soledad por Martín Rodríguez gobernador de la provincia de Buenos Aires. Esto asentó el mayor antecedente legal en relación con los reclamos argentinos sobre las islas en disputa.

## Creación

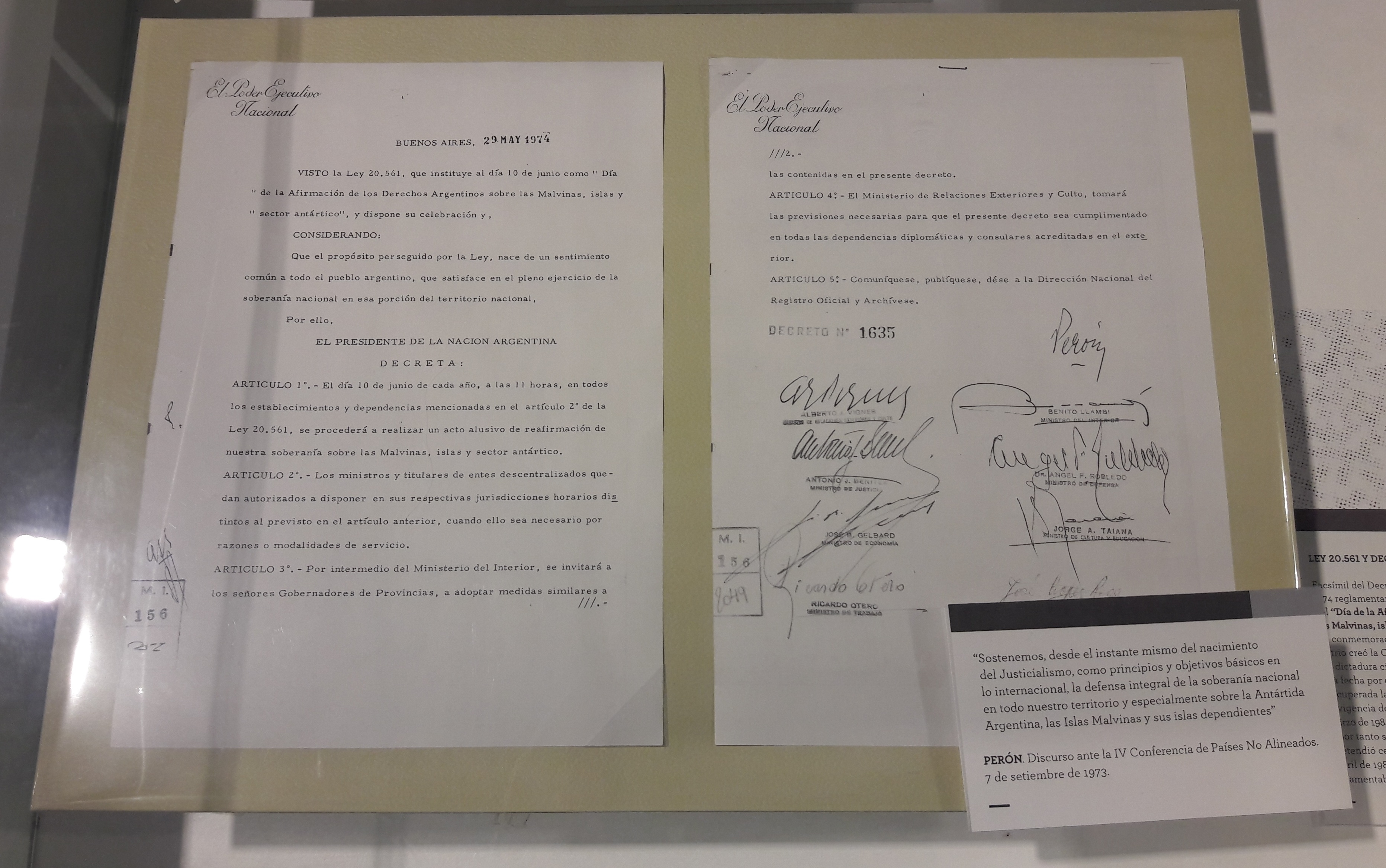
Decreto de Perón, estableciendo la conmemoración.

Fue sancionado por el Congreso Nacional Argentino el 14 de noviembre de 1973 a través de la Ley N° 20561/73, disponiendo conmemoraciones, actos, clases especiales y conferencias en establecimientos educativos, Fuerzas Armadas y administración pública. El proyecto de creación del día fue hecho por la Diputada Nacional por el Territorio Nacional de la Tierra del Fuego, Antártida e Islas del Atlántico Sur Esther Fadul de Sobrino.

ARTÍCULO 1° - Fíjase como "Día de la Afirmación de los Derechos Argentinos sobre las Malvinas, Islas y Sector Antártico", el 10 de junio, expresión de soberanía que se celebrará todos los años en todo el país.

ARTÍCULO 2° - Ese día y a una misma hora se conmemorará el fasto en los establecimientos de enseñanza de todos los ciclos, del Estado y particulares, unidades y oficinas de las Fuerzas Armadas, sedes judiciales y dependencias de la administración pública, dentro y fuera del territorio, con actos alusivos, dictándose al efecto clases especiales y conferencias en las que se señalarán los antecedentes históricos, la legitimidad de los títulos argentinos y la forma en que ella se ejercita en el sector austral.

ARTÍCULO 3° - Asimismo y como protesta simbólica contra las agresiones sufridas por la República en la región, se embanderarán e iluminarán obligatoriamente en esa fecha, todos los edificios donde funcionen dependencias oficiales.

ARTÍCULO 4° - Comuníquese, al Poder Ejecutivo.

El 29 de mayo de 1974, el Congreso a través del Decreto N° 1635/74 establecía que las conmemoraciones se realizarían a las 11 horas.
El 23 de marzo de 1984 se publicó el Decreto nacional 901/84, trasladando al 10 de junio el feriado nacional establecido para el 2 de abril por la ley de facto 22.769.

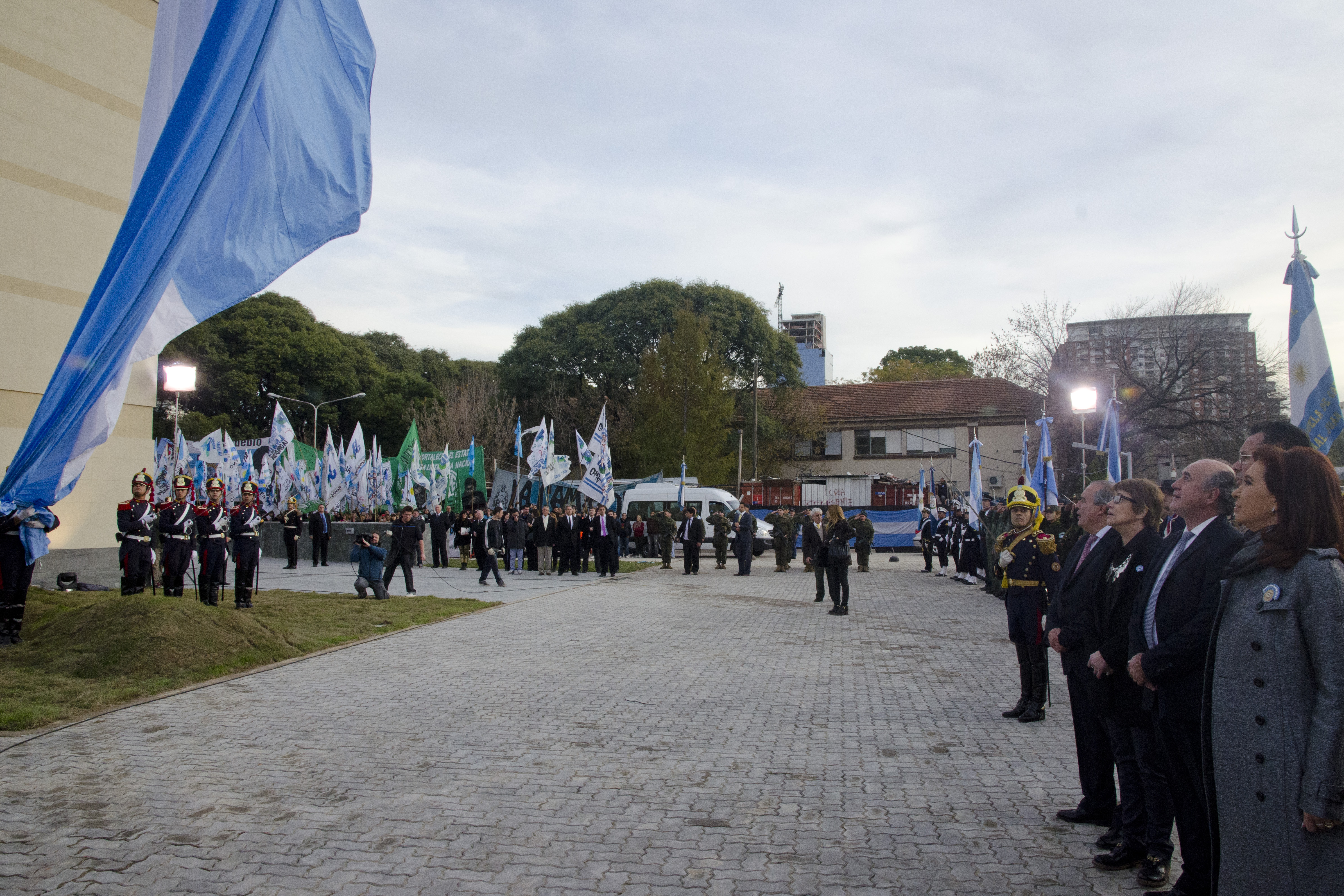
Inauguración del museo en 2014.

En 2014, la entonces presidenta Cristina Fernández de Kirchner inauguró el Museo Malvinas e Islas del Atlántico Sur en la Ciudad de Buenos Aires, celebrando un acto transmitido en cadena nacional.
En 2015, el Correo Argentino anunció la emisión de un entero postal por la conmemoración.

## Centroamérica

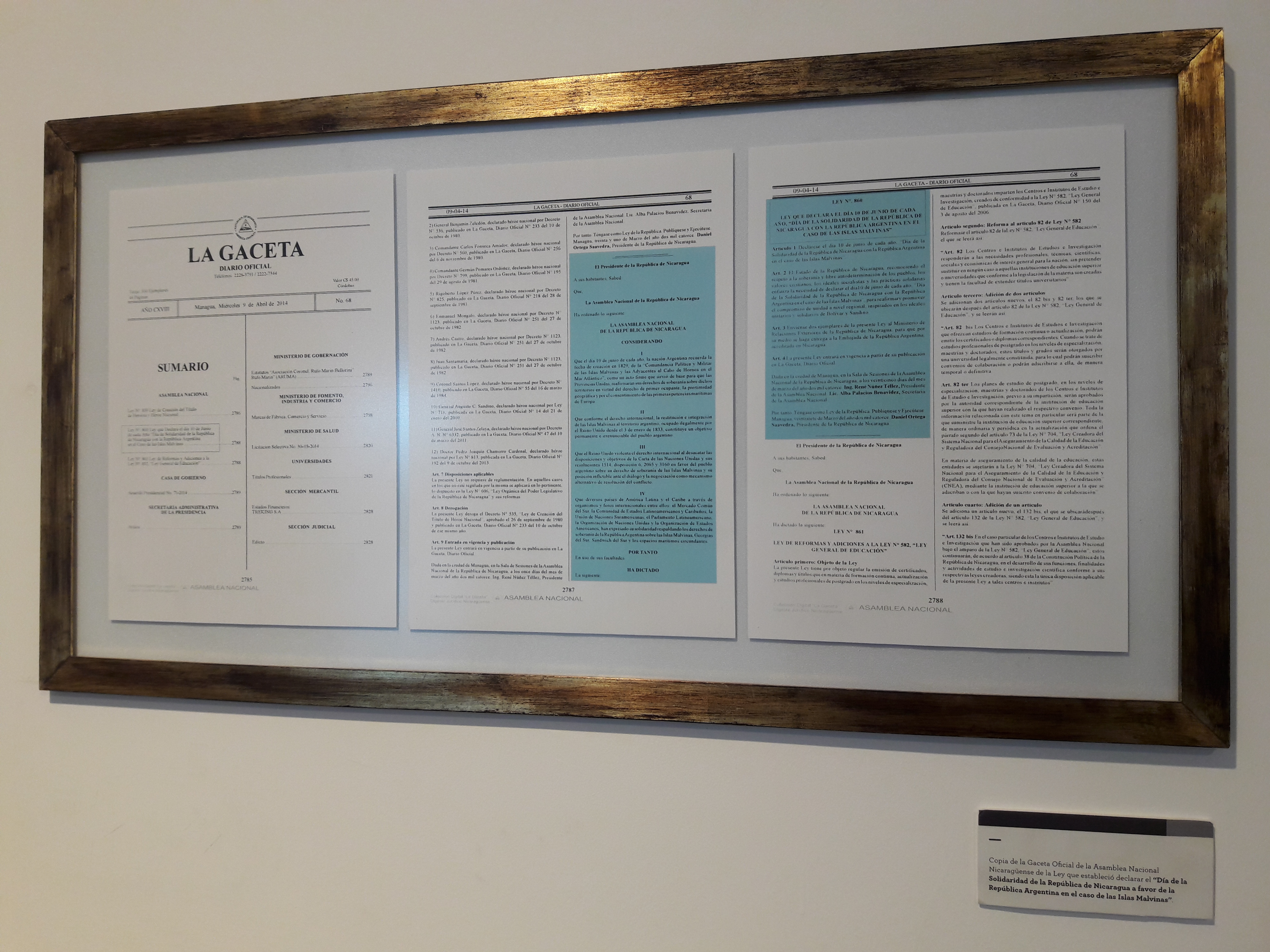
Texto del boletín oficial de Nicaragua con respecto al «Día de Solidaridad con Argentina por el caso de las Islas Malvinas».

El 11 de marzo de 2014, el Parlamento Centroamericano, con sede en la Ciudad de Guatemala, aprobó por unanimidad una resolución en una asamblea presidida por Daniel Ortega Reyes, la designación del 10 de junio como el «Día de la Solidaridad Centroamericana con las Islas Malvinas Argentinas».
Por iniciativa de la Comisión de Asuntos Exteriores de la Asamblea Nacional de Nicaragua, el 20 de marzo de 2014 se anunció que en Nicaragua se declararía el 10 de junio como el «Día de Solidaridad con Argentina por el caso de las Islas Malvinas». El Parlamento de Nicaragua se convirtió en el primero en tomar una acción de este tipo en solidaridad con Argentina.